# Лесной маньяк
Лесной маньяк — прозвище неопознанного российского серийного убийцы, который, по версии следствия, в период с 1993 по 1997 год совершил не менее 13 убийств мужчин и женщин на территории Самарской области. Мотивы и личность маньяка остались неизвестны. В ходе расследования в качестве подозреваемых фигурировало несколько человек, в том числе сотрудник правоохранительных органов Дмитрий Ворошилов, который впоследствии был осуждён за одно из двойных убийств.

## Серия убийств
В качестве жертв преступник выбирал любовные пары, уединявшиеся в машинах. Убийства и нападения произошли в Самаре и различных пригородах города. Во время совершения убийств и нападений неизвестный продемонстрировал выраженный ему образ действия. Как правило, преступник после наблюдения за своими потенциальными жертвами дожидался, когда кто-нибудь из пары выйдет из салона автомобиля, после чего под покровом ночи совершал на него нападение, в ходе которого наносил жертве несколько десятков ножевых ранений, после чего убивал того, кто оставался в машине. В одном из случаев с целью выманить жертв из автомобиля серийный убийца, затаившись в кустарнике, отчаянно взывал о помощи. В другом, согласно показаниям выживших жертв, стрелял по автомобилю из обреза. В серию преступлений вошли следующие эпизоды:
1. Впервые похожее двойное убийство, которое изначально не связывали с действиями маньяка, было совершено ещё в конце августа 1993 года. 1 сентября недалеко от посёлка Управленческий в лесистой местности был обнаружен автомобиль ВАЗ-21093. Через несколько дней недалеко от него нашли труп его владельца — молодого мужчины по фамилии Козлов, который скончался от последствий многочисленных ножевых ранений, и труп женщины по фамилии Перова, также с множественными ножевыми ранениями. В ходе расследования на основании результатов судебно-медицинской экспертизы было установлено, что мужчина и женщина были убиты в один и тот же день с разницей в несколько минут. Согласно свидетельствам родственников убитых, они были знакомы и состояли в интимной связи[3].
2. 18 мая 1996 года было совершено убийство в окрестностях Самары недалеко от посёлка Сорокины Хутора. Преступник совершил нападение на Егора Сидоренко и 25-летнюю девушку по фамилии Колмычкова, которые уединились в автомобиле ВАЗ-2108 в лесистой местности недалеко от шоссе. В ходе нападения неизвестный убил Колмычкову и нанёс Сидоренко несколько ударов ножом, после чего тот потерял сознание. Получивший тяжёлые ранения молодой человек пришёл в сознание и сумел, истекая кровью, доползти до трассы, где его вскоре подобрала проезжающая машина. Ему была оказана первая медицинская помощь, благодаря чему он остался в живых и впоследствии дал описание внешности убийцы, на основании чего был составлен фоторобот «Лесного маньяка». Согласно свидетельствам Сидоренко, убийца был одет в камуфляжный костюм, на его лице была маска, а в руках он держал пику и нож. Сидоренко заявил, что примерно в 3.00 утра Колмычкова вышла из автомобиля и заметила преступника, который прятался недалеко от машины за деревьями, после чего вернулась в салон автомобиля и рассказала ему об этом. Егор Сидоренко вышел из машины и попытался поговорить с этим человеком, но он набросился на него, нанеся 11 ножевых ранений, после чего бросился бежать за Колмычковой, которую догнал на расстоянии 15 метров от места стоянки автомобиля, свалил её с ног и зарезал[4].
3. 24 июля 1996 года на территории посёлка Студёный Овраг в сгоревшем автомобиле ВАЗ-2108 были обнаружены обугленные тела его владельца по фамилии Исаичев и женщины по фамилии Ведерникова. Несмотря на то, что тела сильно обгорели, судебно-медицинская экспертиза установила, что смерть жертв наступила от последствий ножевых ранений, вследствие чего они были также официально занесены в список жертв серийного убийцы.
4. 1 августа 1996 года в полночь неизвестный напал на потерпевших Очкина и Горюнову, которые приехали в «Треугольник любви» на ВАЗ-2109. Очкин был тяжело ранен, а Горюнова пропала без вести; её тело нашли 8 августа в районе посёлка Водино.
5. Следующее нападение произошло поздно вечером 2 сентября 1996 года, когда преступник обнаружил на одной из дорог в окрестностях Самары автомобиль ВАЗ-2105, в салоне которого находились Мамука Сантеладзе и его девушка Алевтина Буткевич. Нападавший выстрелил в боковое стекло машины из обреза, дождался, пока Сантеладзе вышел из неё, после чего набросился на него с ножом, однако молодой человек оказал преступнику ожесточённое сопротивление и сумел на некоторое время его обезвредить. Воспользовавшись этим обстоятельством, Сантеладзе схватил за руку Алевтину Буткевич, после чего они бросились бежать в лес и сумели выйти к шоссе, где их впоследствии подобрал другой автомобиль. Оказавшись в отделении милиции, Сантеладзе и Буткевич дали показания о том, как развивались события, и дали описание внешности преступника[5].
6. 6 октября 1996 года ночью преступник напал на потерпевших Бочкарёва и Голеву. Тело Голевой со множественными колото-резаными ранениями груди и спины нашли 15 октября со связанными за спиной руками под кучей мусора. Бочкарёва без признаков жизни обнаружили 13 ноября в лесу, в 15 километрах от того места, где была найдена Голева.
7. Утром 23 ноября 1996 года маньяк совершил убийство 33-летнего Дмитрия Кочеткова и 20-летней Елены Кулаковской. После совершения убийств преступник за рулём автомобиля ВАЗ-2106, который принадлежал Кочеткову, был замечен сотрудниками дорожно-патрульной службы. На Красноглинском шоссе они попытались остановить машину, однако преступник проигнорировал их требования, после чего милиционеры бросились в погоню. В ходе погони преступник остановил автомобиль, выскочил из него и убежал в лес. Во время преследования он оказал сопротивление сотрудникам правоохранительных органов и тяжело ранил одного из милиционеров из обреза в живот, после чего сумел уйти от преследования и скрыться. В ходе осмотра автомобиля в его багажнике был обнаружен труп Дмитрия Кочеткова с перерезанным горлом. Помимо этого, Кочетков получил огнестрельное ранение в голову. Рядом с трупом хозяина автомобиля была обнаружена камуфляжная куртка. Местонахождение Елены Кулаковской обнаружить не удалось, после чего она была объявлена пропавшей без вести. Разложившиеся останки девушки были обнаружены лишь в мае 1997 года[6][прим. 3].
8. 25 февраля 1997 года у турбазы «Политехник» обнаружили тело 32-летней потерпевшей Баврах с множественными ножевыми ранениями. В 400 метрах от неё, в машине, нашли тело 31-летнего потерпевшего Балашова с огнестрельным ранением головы.

Всего в 1993—1997 годах в разных пригородах Самары было убито 13 человек, убийца продемонстрировал выраженный ему образ действия.

## Расследование
Помимо оперативно-следственной группы и сотрудников самарской милиции, к поиску преступника были подключены и другие подразделения УВД, вплоть до управления по борьбе с организованной преступностью. Были предприняты попытки поймать убийцу на «живца», с целью чего в позднее время суток на территории различных пригородов Самары в машинах дежурили оперативники, изображавшие любовные пары, но результата это не принесло и в конечном итоге поймать лесного маньяка таким образом так и не удалось. В ходе расследования следствие склонялось к версии, что серийным убийцей может быть один из сотрудников правоохранительных органов, так как преступления совершались в районе местонахождения нескольких исправительно-трудовых колоний, а руки одной из жертв были связаны брючным ремнём, на котором были установлены крепления для наручников. В этот период было проверено около 1500 сотрудников правоохранительных органов, из числа которых были выбраны четыре человека, подходивших под описание серийного убийцы. В апреле 1997 года в экспертно-криминалистический центр МВД были направлены образцы крови, волос и одежды убитых и четырёх подозреваемых.

## Дело Дмитрия Ворошилова

### Арест и следствие
В середине лета 1997 года прокуратура города Самары получила из Москвы заключение о том, что изъятые с мест преступлений вещи принадлежали 30-летнему Дмитрию Викторовичу Ворошилову (род. 11 января 1967, Лоскутовка), майору внутренней службы, начальнику службы безопасности исправительно-трудовой колонии № 65/19 Самарской области, после чего 30 июля 1997 года Ворошилов был задержан по подозрению в совершении серии убийств. Свою вину он не признал. В ходе дальнейшего расследования его причастность к совершению большей части преступлений доказать не удалось, и ему было предъявлено обвинение в совершении двух убийств и нападений на трёх человек.
В ноябре 1997 года Ворошилову была назначена судебно-медицинская экспертиза, и он был этапирован в Федеральный медицинский исследовательский центр психиатрии и наркологии имени В. П. Сербского. По результатам экспертизы он был признан вменяемым, хотя у него были выявлены признаки эпилептоидной психопатии. Подозрения в адрес Ворошилова усилились после того, как было установлено, что Дмитрий увлекался восточными единоборствами, обладал значительной физической силой, владел приёмами рукопашного и ножевого боёв. Тренер Ворошилова отмечал тот факт, что во время боя Ворошилов психологически всегда был ориентирован на атаку, причём в атаке проявлял изобретательность.
Большинство из знакомых и друзей характеризовали Ворошилова крайне отрицательно и обвиняли его в женоненавистничестве. Ворошилов был замечен в проявлении агрессии по отношению к представительницам женского персонала ИТК-19. Из-за неоднократных жалоб Дмитрий был подвергнут дисциплинарному взысканию за нетактичное поведение и в конечном итоге был направлен в центр психологической диагностики и на обследование в психиатрическую клинику. По результатам обследования он был признан вменяемым, после чего ему было позволено вернуться на службу. В конце 1997 года Ворошилов был подвергнут проверке на полиграфе. Результаты экспертизы были признаны неубедительными, но показали высокую вероятность того, что Ворошилов имеет причастность к совершению убийств.
В ходе осмотра дома, где проживал Ворошилов, следователями не было обнаружено орудий преступлений, о которых упоминали выжившие жертвы. В ходе проверки социальных контактов подозреваемого и географии его перемещений сотрудники правоохранительных органов также не смогли установить, что Дмитрий Ворошилов был когда-нибудь замечен кем-либо с подобными орудиями убийств или приобретал их. Косвенным доказательством причастности Ворошилова к совершению преступления послужил факт обнаружения в машине одной из жертв камуфляжной куртки. Родственники убитого заявили, что эта вещь ему не принадлежала, из-за чего следствие склонялось к версии, что куртку в багажнике автомобиля оставил убийца. Камуфляжная куртка была подвергнута более двум десяткам криминалистических экспертиз, но в обвинительное заключение вошли результаты лишь шести из них. Результаты криминалистическо-одорологической экспертизы установили, что куртка принадлежала Ворошилову. Результаты криминалистической экспертизы пятен крови, обнаруженных на куртке, были признаны неубедительными. Пятна крови соответствовали трём разным группам крови и доказывали принадлежность куртки как Дмитрию Короткову, так и Ворошилову, так как они обладали одной и той же группой крови. Все остальные криминалистические экспертизы не дали результатов, свидетельствующих об очевидных доказательствах виновности Ворошилова. Сам Дмитрий отрицал, что куртка когда-либо принадлежала ему.

### Дело о пытках в отношении правоохранительных сотрудников
Ворошилов во время расследования написал несколько десятков жалоб в различные судебные инстанции, заявляя о том, что во время допросов он подвергался избиениям и пыткам со стороны сотрудников правоохранительных органов. 4 сентября 1997 года, по словам Ворошилова, в течение четырёх часов следователи с целью выбить из него признательные показания подвергали его удушению с помощью шарфа, полиэтиленового пакета и изнасилованию посредством горлышка пустой стеклянной бутылки из-под лимонада. Уголовное дело в отношении шести сотрудников милиции, подозреваемых в пытках Ворошилова, было возбуждено 2 октября 1997 года. Им было предъявлено обвинение по пунктам «а» и «б» части третьей статьи 286 Уголовного кодекса РФ — «превышение должностных полномочий с применением насилия и специальных средств».
6 июля 1998 года уголовное дело в отношении сотрудников милиции было передано в Самарский районный суд города Самары. В конечном итоге в 1999 году пять сотрудников оперативно-следственной группы предстали перед судом. 26 октября 1999 года дело было возвращено в городскую прокуратуру для производства дополнительного расследования. Во время этого судебного процесса суд обратил внимание на результаты комплексной судебно-медицинской психолого-психиатрической экспертизы, которой был подвергнут Дмитрий Ворошилов. Согласно результатам экспертизы, у Дмитрия были диагностированы признаки расстройства личности смешанного типа. Согласно заключению судебно-медицинского эксперта, Ворошилов обладал такими чертами характера как скрытность, лживость, а также патологически повышенной склонностью обвинять других лиц в совершении проступков. В конечном итоге суд не исключил вероятности оговора Ворошиловым оперативников, и их вина не была доказана в ходе судебного процесса, хотя в дальнейшем они все были уволены из рядов правоохранительных органов.

### Судебный процесс
Судебный процесс открылся в начале 1999 года. Основной доказательной базой обвинения послужили результаты различных экспертиз и показания свидетелей преступлений. Сотрудники милиции, преследовавшие преступника рано утром 23 ноября 1996 года, на одном из судебных заседаний предположительно идентифицировали Ворошилова как человека, который сидел в остановленном ими автомобиле, принадлежавшем убитому Дмитрию Короткову. Правда, показания свидетелей подвергались сомнению, так как они признались в том, что лицо подозреваемого было освещено фарами дальнего света всего лишь несколько секунд.
Двое из жертв «Лесного маньяка», оставшиеся в живых (Мамука Сантеладзе и Алевтина Буткевич), не смогли в зале суда идентифицировать Ворошилова в качестве человека, который совершил на них нападение. Сантеладзе утверждал, что преступник вряд ли преследовал цель убить их, поскольку ему ничто не мешало совершить убийство. Согласно показаниям Сантеладзе, после того, как он и Алевтина Буткевич покинули салон автомобиля и бросились бежать, преступник сел в автомобиль и скрылся с места преступления. Мамука Сантеладзе настаивал на том, что они стали жертвами не «Лесного маньяка», а другого неустановленного преступника, который преследовал цель завладеть их автомобилем. Среди личных вещей Ворошилова были обнаружены куртка-афганка и спортивная ветровка с пятнами крови, группа которой соответствовала группе крови Сантеладзе. Однако согласно его показаниям, во время совершения нападения преступник был одет в камуфлированную куртку. Адвокат Ворошилова отметил, что Дмитрий не может быть причастен к нападению на Сантеладзе и Буткевич, так как в случае нападения куртка-афганка и ветровка были бы под камуфлированной курткой, однако на ней следов крови Мамуки Сантеладзе обнаружено не было. Сам Ворошилов также настаивал на своей непричастности и активно принимал участие в заседаниях судебного процесса. Практически в каждом заседании он подавал различные ходатайства к суду с требованием признать ту или иную улику недействительной и не имеющей юридической силы и с требованием передопросить того или иного свидетеля обвинения, поскольку показания свидетелей противоречили друг другу.

### Приговор
Несмотря на массу несостыковок в уголовном деле и не совсем достоверных свидетельских показаний, 21 июня 1999 года Самарский областной суд признал Дмитрия Ворошилова виновным в убийстве Дмитрия Кочеткова и Елены Кулаковской и нападении на милиционера, который получил огнестрельное ранение в живот 23 ноября 1996 года, исключив из приговора нападение на Мамуку Сантеладзе и Алевтину Буткевич. Признав его виновным, суд назначил Дмитрию Ворошилову уголовное наказание в виде 15 лет лишения свободы. Своё решение суд обосновал тем обстоятельством, что Ворошилова судили за преступления, совершённые до 1997 года, вследствие чего на них распространялось действие старого Уголовного кодекса, а по нему максимальной мерой наказания после отмены в 1996 году смертной казни являлся срок лишения свободы на 15 лет. Ворошилов в ходе судебного процесса сохранял хладнокровие и во время оглашения приговора не выразил никаких эмоций. После осуждения он отправил в Верховный суд кассационную жалобу. 6 марта 2000 года, рассмотрев кассационную жалобу, судебная коллегия по уголовным делам Верховного суда РФ оставила приговор Ворошилову без изменения, после чего он был этапирован для отбытия наказания в исправительное учреждение ЯМ 401/3, расположенное на территории Рязанской области.
В 2005 году Ворошилов совместно со своими адвокатами обратился в Европейский суд по правам человека с очередной жалобой, рассчитывая на отмену приговора и смягчение уголовного наказания, однако 8 декабря 2005 года Европейский суд по правам человека в Страсбурге отказал в признании всех пунктов жалобы Дмитрия Ворошилова.
Своё уголовное наказание Дмитрий Ворошилов отбыл полностью и вышел на свободу 27 июля 2012 года.

## Убийства после ареста Ворошилова
Личность «Лесного маньяка» в последующие годы так и не удалось установить. После ареста Ворошилова на территории Самары в 1998 году произошли ещё 6 убийств мужчин и женщин, при совершении которых неизвестный преступник продемонстрировал образ действия, схожий с почерком «Лесного маньяка». Убитыми являлись любовные пары, которые, как и жертвы маньяка, подвергались нападению в салонах автомобилей во время уединения.
1. 28 июля в Кировском районе в лесополосе около «Жигулёвских садов» в салоне сожжённой «шестёрки» были обнаружены два обгоревших трупа мужчины и женщины, которые, по заключению экспертизы, скончались от множественных ножевых ранений в спину. Как выяснилось позже, убитый мужчина — частный предприниматель, приехавший в Самару из Тюменской области, а девушка была студенткой железнодорожного института. Это преступление так и не раскрыли. Следствие предположило, что мотивом было ограбление.
2. 29 октября в Ставропольском районе недалеко от села Сосновый Солонец в ложбине на территории лесного массива были обнаружены два небрежно забросанных землёй трупа: мужчины — директора частного предприятия, и женщины — контролёра ИТК «АвтоВАЗа». С места преступления изъяты три пули и три гильзы от пистолета ТТ. По словам родственников убитого директора ЧП, у него были похищены золотой браслет, сумка-визитка и документы на машину ВАЗ-21099. Найти автомобиль не удалось. Подозрение в совершении этого преступления тогда пало на человека, который должен был убитому 30 тысяч долларов.
3. 27 ноября в Студёном Овраге была обнаружена сгоревшая «Нива», в которой находились человеческие кости и череп. При осмотре салона милиционеры нашли пулю калибра 5,6 мм. После проведения идентификации было установлено, что останки принадлежат неким Горбунову и Головиной. Погибшие занимались страховым бизнесом. Заявление об их пропаже поступило в Железнодорожный РОВД ещё 10 ноября.

## Вопрос о виновности Ворошилова
Из-за убийств в 1998 году виновность Ворошилова в инкриминируемых ему преступлениях, как и его причастность к совершению серийных убийств, подвергалась сомнению и многими оспаривалась, в то время как следствие утверждало, что убийства после ареста Ворошилова прекратились.
Ведущий криминалист Валерий Толоконников утверждал, что у следствия были необходимые доказательства причастности Ворошилова ко всем 13 убийствам 1993—1997 годов, но из-за пожара в здании Самарского ГУВД 10 февраля 1999 года эти доказательства были уничтожены. В 2023 году криминалисты центрального аппарата СКР изучали уголовное дело, но пришли к выводу, что Ворошилов не мог совершить ни одно из убийств «Лесного маньяка», поскольку показывал, что якобы не умеет водить машину. Однако, по утверждению сотрудников правоохранительных органов, расследовавших убийства, в уголовном деле есть копия водительских прав Ворошилова, справка из военного училища, что он сдал экзамен по вождению на «отлично», а также показания людей, которые видели его за рулём автомобиля.

## В массовой культуре
- Документальный фильм «Месть Лешего» из цикла «Документальный детектив» (1999)